# Damiano Tommasi
Damiano Tommasi (ur. 17 maja 1974 w Negrar) – włoski piłkarz występujący na pozycji pomocnika, olimpijczyk, reprezentant Włoch w latach 1998–2003, burmistrz Werony.
W czerwcu 2022 roku Damiano Tommasi wybrany został burmistrzem Werony, startując z list centrolewicy.

## Kariera
Tommasi był kolejno zawodnikiem takich klubów jak Hellas Werona, AS Roma, Levante UD, Queens Park Rangers FC, Tianjin Teda, US Sant’Anna d’Alfaedo oraz SP La Fiorita. Z AS Roma w sezonie 2000/01 wywalczył mistrzostwo kraju. Razem z reprezentacją Włoch brał udział w Mistrzostwach Świata 2002
Po zakończeniu kariery był szefem włoskiego związku zawodowego piłkarzy, angażując się w akcje charytatywne.

## Sukcesy
Włochy U-21
- mistrzostwo Europy: 1996

AS Roma
- mistrzostwo Włoch: 2000/01
- Superpuchar Włoch: 2001